# Clematis kirilowii
Clematis kirilowii är en ranunkelväxtart som beskrevs av Carl Maximowicz. Clematis kirilowii ingår i släktet klematisar, och familjen ranunkelväxter. Utöver nominatformen finns också underarten C. k. chanetii.